# Coonrad Ranger Station
La Coonrad Ranger Station est une station de rangers américaine située dans le comté de Cuyahoga, dans l'Ohio. Protégée au sein du parc national de Cuyahoga Valley, elle est inscrite au Registre national des lieux historiques sous le nom de 
Jonas Coonrad House depuis le 24 juillet 1979. Elle a autrefois servi de fromagerie.